# Simulium kuznetzovi
Simulium kuznetzovi är en tvåvingeart som beskrevs av Rubtsov 1940. Simulium kuznetzovi ingår i släktet Simulium och familjen knott. Inga underarter finns listade i Catalogue of Life.